# Sonor

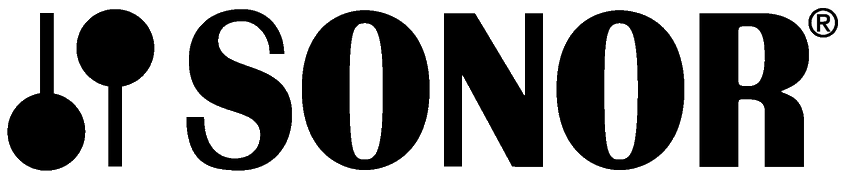
Logo

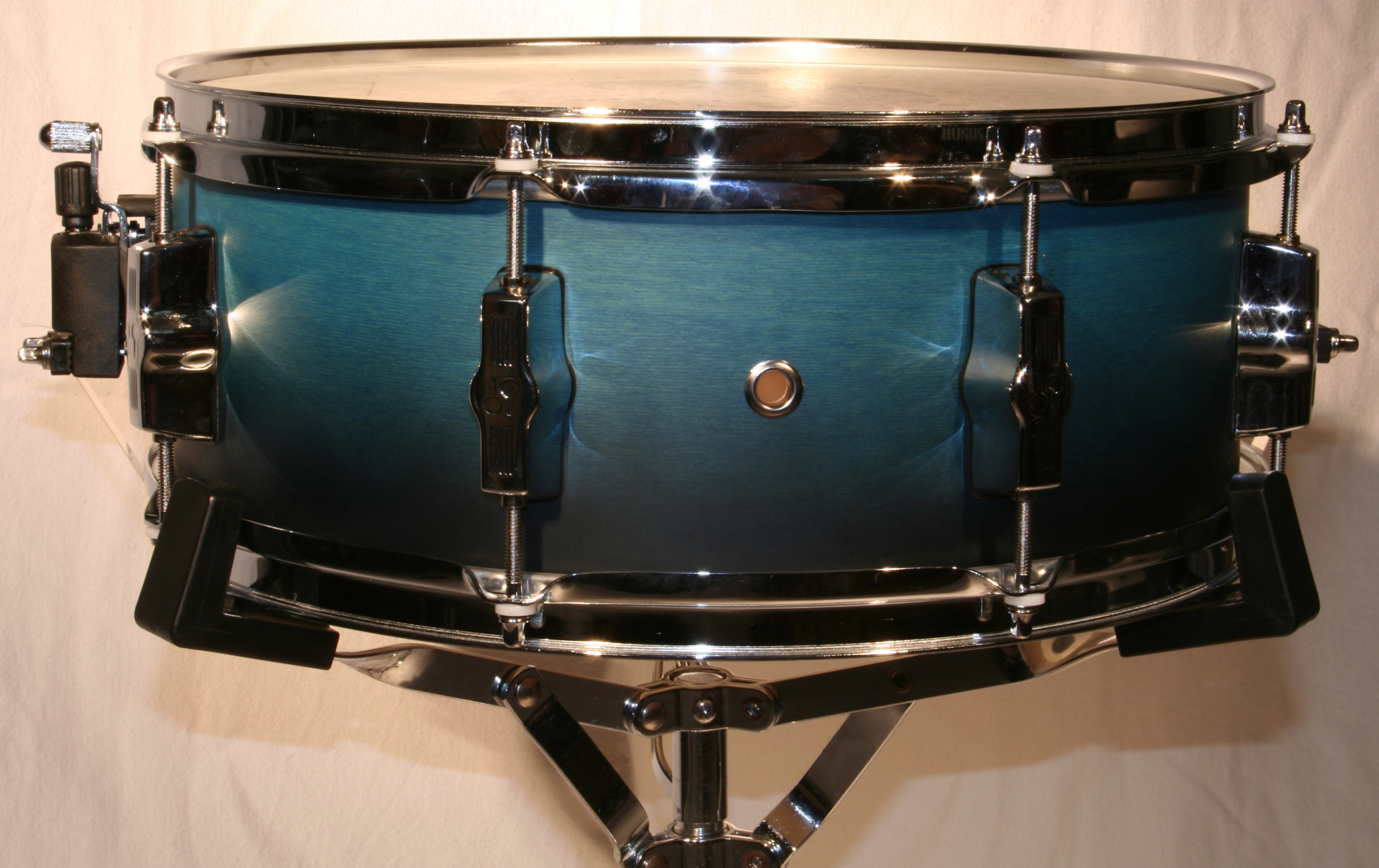
Een snaredrum van Sonor

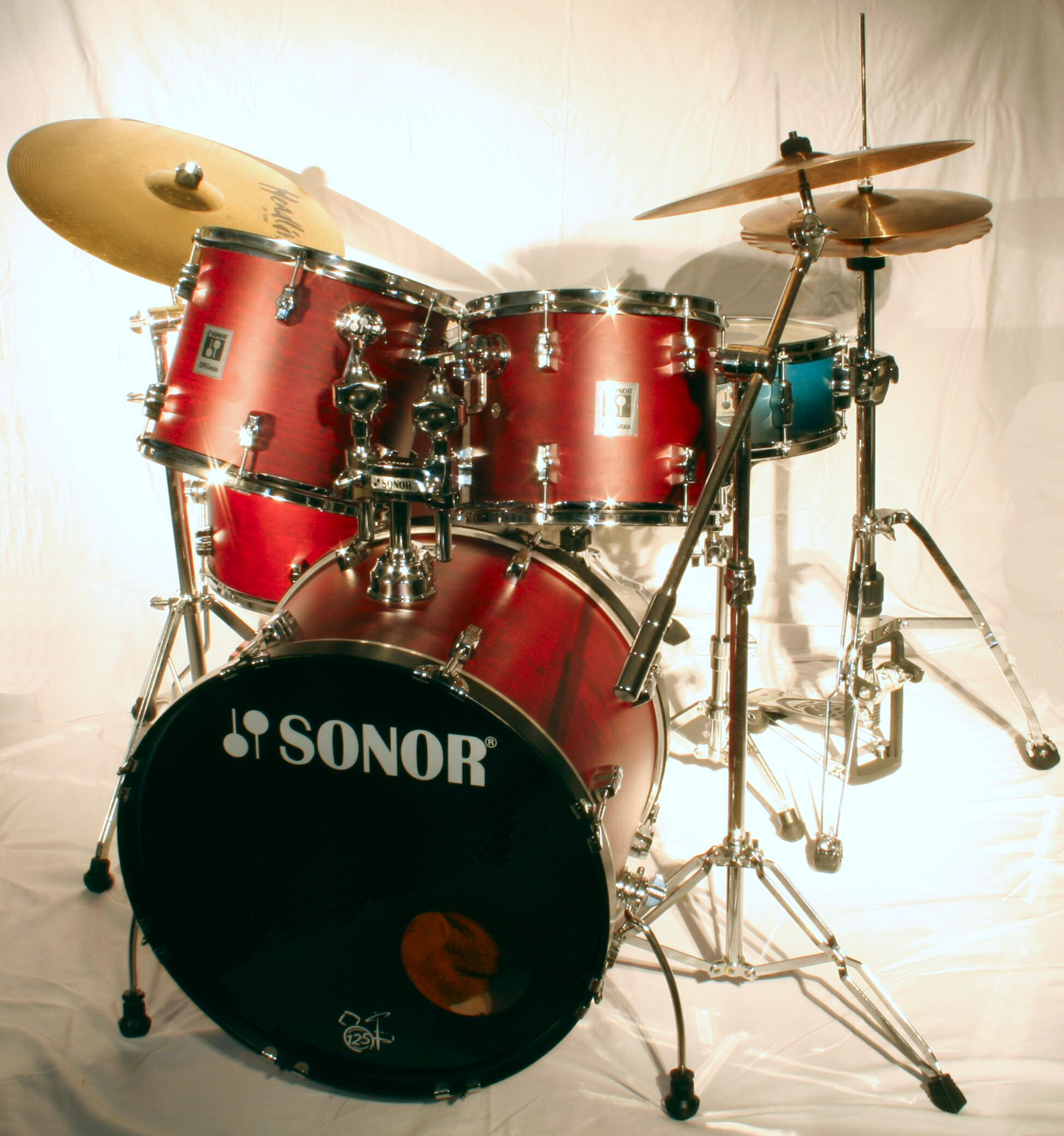
Een Sonor drumstel

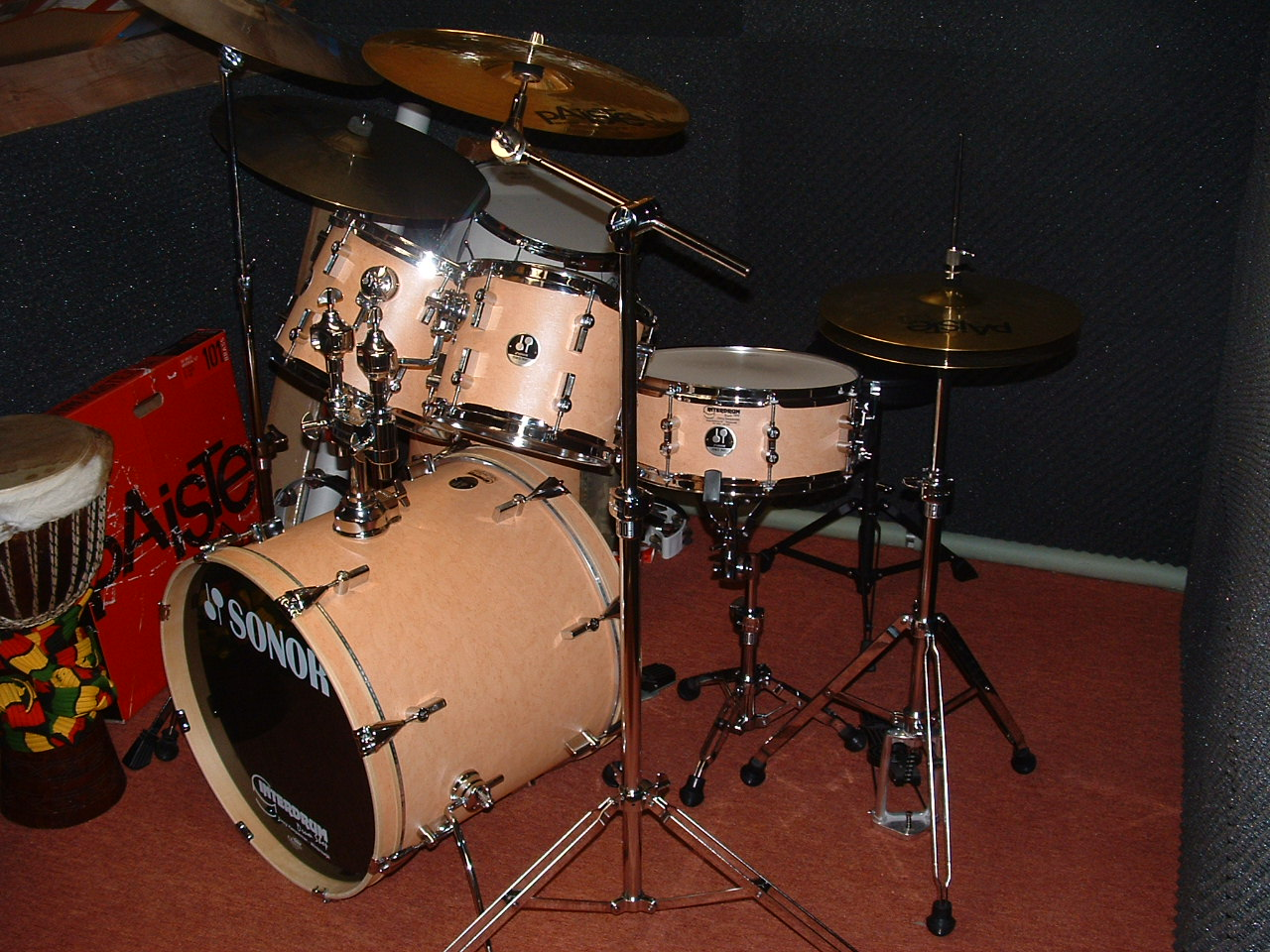
Een Sonor 1007 (natural finish)

Sonor is een Duitse drum- en percussiefabrikant, opgericht in 1875.

## Geschiedenis
De oudere modellen van Sonor staan bekend als zeer duurzame, en daarmee ongewoon zwaar. Een van de oudste bestaande modellen van trommels is een Johannes Link Parade Snare uit 1942, een zeer zware snaredrum met een aluminium behuizing en dikke spanbokken. Sonor drums hebben een reputatie van hoge prijzen, maar zijn de keuze voor vele studio's en professionele muzikanten. In de jaren 1980 was Sonor's slogan De Rolls-Royce onder de trommels. Dit was een toespeling op de perfectionistische en dure manier waarop de trommelketels gebouwd zijn. Nicko McBrain van Iron Maiden was een van de meest prominente Sonor endorsers van de jaren 1980, samen met Steve Smith van Journey en Jack DeJohnette.
Andere bekende drummers op die op een Sonor drumstel spelen zijn Adam Nussbaum, John Miceli, JoJo Mayer, Phil Rudd, Christan Eigner, Danny Carey, Tomas Haake, Mikkey Dee, Gavin Harrison, Thomas Lang, Jost Nickel, Benny Greb, René Creemers en Wim de Vries. 
Sonor is de uitvinder van de metalen snaredrum.
Naarmate de jaren 1980 vorderden, begon de markt af te dwalen van dikke zware ketels en begon Sonor met een lijn dunnere ketels zoals de Sonorlite en HILITE. Dit betekende een verandering in de denkwijze over drums. Volgens Sonor moet een ketel resoneren, zoals een viool- of een gitaarklankkast. Hoe dunner de keteldikte, hoe lager de grondtoon.

## Specifieke kenmerken
Sonor drums hebben verscheidene unieke ontwerpfuncties, waaronder qua diameter ondermaatse ketels (een soortgelijk concept als een vioolbrug - ontworpen voor een hogere respons), een unieke verticale / duig ketelontwerp, en spanschroeven met een ronde vorm en voorzien van een sleuf in plaats van de traditionele vierkante stijl (hoewel Sonor onlangs de standaard verlegd heeft naar vierkante koppen, met sleuven als optie). In 2010 bracht Sonor de Designer X-Ray Acrylic drums weer op de markt. Deze drumstellen zijn vervaardigd uit een naadloze, geëxtrueerde acryl en hebben acryl hoepels. 
De exotische afwerkingen en de geluidskwaliteit zijn nog steeds geliefd bij amateurs en professionals. Gebruikte Sonor drumstellen zijn nu collector's items.

## Series

### De Sonor Force drumseries
- Force 507, de minst dure serie van Sonor, gericht op beginners. De serie heeft 9-ply lindenhouten ketels en lagere kwaliteit hardware dan de rest van de Force serie
- Force 1007, 9-ply lindenhouten ketels
- Force 2007, 9-ply berkenhouten ketels
- Force 3007, de top onder de Sonor Force series, met 9-laags esdoornhouten ketels

### Niet meer gemaakte Force modellen
- Force 2000, multi-ply populierhouten ketels. De Force 2000 series werd gemaakt in Duitsland
- Force 3000 Series, in het begin was de Force 3000 serie  ontwikkeld en op de markt gebracht als een middenklasse drumstel, zodat er Sonor kwaliteit en geluid beschikbaar kwam voor een meer algemene markt. Features waren ketels gemaakt van Scandinavisch berkenhout met een tal van kwaliteitslakken. Aanvankelijk gemaakt in Duitsland tot de 3001-serie geïntroduceerd werd. Daarna werd de productie verplaatst naar China. Toen de productie verplaatst werd naar het Verre Oosten, viel de serie in het budgetseries

### Sonor Professional series
- S Classix, gemaakt van dunne Scandinavisch berkenhouten ketels. Deze lijn is inmiddels uit productie
- DeLite, gemaakt van uiterst dunne vintage esdoornhouten ketels
- Prolite, opvolger van de Delite
- Designer, Voorloper van SQ2
- SQ2, de top onder de Sonor drumkits, deze serie wordt op maat gemaakt volgens de specificaties van de klant, inclusief het materiaal van de ketel, keteldikte, kleur, type spanrand, binnenafwerking (in de ketel) en buitenafwerking (op de ketel)

Alleen de SQ2 en de Prolite worden in Duitsland gemaakt.